# Éprouvette (collection)
 (mai 2023).
Si vous disposez d'ouvrages ou d'articles de référence ou si vous connaissez des sites web de qualité traitant du thème abordé ici, merci de compléter l'article en donnant les références utiles à sa vérifiabilité et en les liant à la section « Notes et références ».
Éprouvette est une collection d'essais sur la bande dessinée publiée par L'Association. Ceux-ci sont critiques ou polémiques, parfois les deux. Ils peuvent prendre la forme de textes ou de bandes dessinées. Lancée début 2005 avec Plates-bandes de Jean-Christophe Menu et Désœuvré de Lewis Trondheim, cette collection a débouché sur la revue L'Éprouvette, qui connut trois numéro entre 2006 et 2007.

## Liste des albums
| Auteur                                   | Titre                           | Forme                                   | Date de publication |
| ---------------------------------------- | ------------------------------- | --------------------------------------- | ------------------- |
| Collectif                                | L'Eprouvette 1                  | Anthologie                              | janvier 2006        |
| Collectif                                | L'Eprouvette 2                  | Anthologie                              | juin 2006           |
| Collectif                                | L'Eprouvette 3                  | Anthologie                              | février 2007        |
| Alex Baladi                              | Encore un effort                | Bande dessinée                          | avril 2009          |
| Jochen Gerner                            | Contre la bande dessinée        | Texte illustré                          | janvier 2008        |
| Nicolas Mahler                           | L'Art selon Madame Goldgruber   | Bande dessinée                          | octobre 2005        |
| Nicolas Mahler                           | L'Art sans Madame Goldgruber    | Bande dessinée                          | juin 2008           |
| Nicolas Mahler                           | Pornographie et Suicide         | Bande dessinée                          | janvier 2013        |
| Jean-Christophe Menu                     | Plates-bandes                   | Texte                                   | janvier 2005        |
| Jean-Christophe Menu et Christian Rosset | Corr&spondance                  | Texte                                   | juin 2009           |
| Christian Rosset                         | Avis d'orage en fin de journée  | Texte                                   | janvier 2008        |
| Christian Rosset                         | Avis d'orage dans la nuit       | Texte                                   | août 2011           |
| Christian Rosset                         | Éclaircies sur le terrain vague | Texte                                   | juin 2015           |
| Christian Rosset                         | Pluie d'éclairs sur la réserve  | Texte (150 "culs de lampes" originauxs) | juin 2022           |
| Tanitoc                                  | Bloc-note                       | Bande dessinée                          | août 2015           |
| Pacôme Thiellement                       | Mattt Konture                   | Texte                                   | avril 2006          |
| Lewis Trondheim                          | Désœuvré                        | Bande dessinée                          | février 2005        |